# Бакстър (окръг, Арканзас)
Окръг Бакстър (на английски: Baxter County) е окръг в щата Арканзас, Съединени американски щати. Площта му е 1520 km², а населението – 41 513 души (2010). Административен център е град Маунтин Хоум.